# Velebiti felkelés
A velebiti felkelés (vagy más néven likai felkelés) egy fegyveres akció volt, amelyet 1932 szeptemberében az Ante Pavelić vezette Usztasa - Horvát Forradalmi Szervezet (UHRO) tagjai szerveztek meg helyi UHRO-tagok részvételével.

## A politikai és szociális helyzet
Abban az időben a Jugoszláv Királyságban még szinte minden politikai szervezet működése be volt tiltva. Az UHRO vezetése Olaszországban és Magyarországon emigrációban volt. Otthon az usztasák a toborzási erőfeszítéseiket olyan szegény hegyvidéki régiókra (különösen Likára és Hercegovinára) összpontosították, ahol horvátok éltek. Nyilvános elégedetlenség volt a kormányzati korrupció, a magas adók és a csendőrök (akik túlnyomórészt szerbek) általi szokásos verések miatt. Nyugat-Hercegovinában, amely évszázadok óta volt ismert a kiváló minőségű dohány termesztéséről, elégedetlenség robbant ki, amikor Sándor király állami monopóliumot vezetett be a dohány betakarítására, és arra kényszerítette a helyi parasztokat, hogy az összes dohányt a valódi piaci érték töredékéért adják el a kormánynak.

## A szervezés és a felkelés

### Az előkészületek
Az akciót a gospići Usztasa szervezet vezette, melynek vezetője Andrija Artuković (ügyvéd), tagjai pedig Juraj (Juco) Rukavina (volt osztrák-magyar tiszt, aki egyben az akció legfontosabb vezetője is volt), Marko Došen (földbirtokos), Josip Tomljenović és Nikola Orešković (kereskedők) és Josip Japunčić (adóhivatalnok) voltak. Ez a csoport kapcsolatban állt az emigrációban levő usztasákkal, akik közül néhányan Olaszországba és Ausztriába mentek, ahol találkoztak Pavelićcsel és más usztasa vezetőkkel. A felkelésben Rukavinának volt az egyik legfontosabb szerepe. Számos falut meglátogatott, hogy a helyi lakosoktól támogatást nyerjen a felkeléshez. Az usztasák propagandát terjesztettek, miszerint a fasiszta Olaszország támogatja Horvátország függetlenségét, és hogy az usztasák segítik nekik megszerezni a Triglavhoz és Ljubljanához közeli területet, míg az olaszok Fiumét és Triesztet Horvátországnak adnák. Mivel a fő cél a gospići katonai raktár és helyőrség elfoglalása volt, az usztasák megpróbáltak kapcsolatot felvenni a katonaság néhány tagjával, de sikertelenül.
A felkelés megindításáról az előkészületek után döntöttek 1932 nyarán az ausztriai Spittalban, amelyen Ante Pavelić, Gustav Perčec és Vjekoslav Servatzy usztasa emigránsok is részt vettek. Az akció előkészületei 1932 tavaszán kezdődtek. Az akció megkezdése előtt az olasz hatóságok engedélyt adtak az Usztasának az akció megkezdésére. Az Usztasa egyik vezetője, Ante Brkan volt felelős azért, hogy Olaszországból fegyvereket szállítsanak át Zárába. Ezután Zárából (amely akkor még olasz fennhatóság alatt állt) több alkalommal, 1932 tavaszán és nyarán szállítottak fegyvereket a Velebitbe. Ide érkezett egy ötfős egyenruhás és felfegyverzett usztasa csoport, akik Lukovo Šugarje faluban egy paraszt házában bujkáltak, augusztusban pedig még egy ilyen ötfős csoport csatlakozott hozzájuk. A fegyveres akció megkezdése előtt Andrija Artuković Marko Došennel együtt Zárába költözött, hogy elkerülje a jugoszláv csendőrség általi letartóztatást.

### A felkelés
1932. szeptember 6-ról 7-re virradó éjszaka támadást hajtottak végre a Gospić melletti Brušane csendőrállomása ellen. A támadásban a Zárából áttelepített tíz usztasa emigráns mellett a Gospić környéki usztasa szervezet több tagja is részt vett. A támadás előtt elvágták a gospići csendőrállomás telefonvonalait, majd tüzet nyitottak a brušanei csendőrállomásra. A csata körülbelül fél óráig tartott, majd a támadók visszavonultak. Közülük a vidéken élők visszatértek otthonaikba, az emigránsok pedig a Velebitbe, majd Olaszország területére Zárába vonultak vissza. A hazai usztasa szervezet néhány prominensebb tagja is Zárában keresett menedéket (J. Tomljenović, N. Orešković), Stjepan Devčićet a Velebitben fekvő Jadovno falu közelében, az üldözőkkel folytatott összecsapásban ölték meg. Bár az akció vezetője, Artuković megszökött, letartóztatták, és 1936-ban Belgrádban bíróság elé állították. Más usztasákkal együtt azzal vádolták, hogy részt vett a csendőrállomás elleni támadásban.

## Utóhatásai
Az akciók mértéke és időtartama nem volt olyan, hogy valódi felkelésről lehetett volna beszélni; katonai szempontból pedig az akció szimbolikus volt. Šime Balen szerint az akció egy „elbukott olasz-usztasa improvizáció” volt, de a szervezőknek elsősorban a propaganda és a politikai hatás volt fontos. Az Ante Pavelićről 1941. április 12-én Zágrábban megjelent dicsőitő szövegben ez áll: „A híres likai felkelés, amely az usztasa hadsereg egyetlen apró, de sikeres manőverét jelenti, és amely a volt jugoszláv IV. hadsereg területeinek csaknem a felét rázta meg.”
A felkelés csekély mértéke ellenére a jugoszláv hatóságok nyugtalanok voltak, mert nem ismerték az Usztasa méreteit. Ennek eredményeként jelentős biztonsági intézkedéseket vezettek be. Az akkori diktatúra által uralt Jugoszláv Királyság hatóságai szokás szerint reagáltak: tömeges letartóztatásokkal és verésekkel. A csendőrök elvégezték a Lika és Velebitalja (Podvelebit) tengermelléki (Primorje) területeinek alapos átfésülését, fegyvereket foglaltak le, és letartóztatták a fegyverszállításban részt vevő személyeket. Tekintettel arra, hogy a hatóságok nem ismerték az usztasa akció valódi mértékét, a meghozott intézkedések mértéke és súlyossága aránytalan volt. A csendőrség sok ártatlan embert letartóztatott és bántalmazott, a környék átvizsgálása során pedig nagy anyagi kár keletkezett a lakosság javaiban. Amikor idősebb Ante Pavelić, aki akkoriban a nemzetgyűlés elnöke volt, panaszkodott Sándor királynak, hogy a csendőrség több mint 250 ártatlan embert megkínzott és egy életre megcsonkított, a király csodálkozva kérdezte meg tőle, hogy megverheti-e a csendőrség, és Žika Lazićhoz, a belügyminiszterhez utalta. Pavelić ezért otthagyta a királyt, akivel soha többé nem találkozott, és ezután már nem is választották meg újra a nemzetgyűlés elnökének.
Az akció szervezőinek nagy része az olaszok védelme alatt Zárába menekült, és csak néhányat tartóztattak le és ítéltek börtönre; Juco Rukavinát halálra ítélték, amit életfogytiglani börtönre változtattak. E felkelés után a Drávamente lett a jugoszláviai usztasa terrorcselekmények legfontosabb területe. A hlebini Stjepan Petrović árulásával az usztasa szervezetek azon a területen szétestek, és sok ottani ember börtönbe került.

### A nemzetközi visszhang
Ez az akció hatással volt a külföldi médiára, különösen az olasz és a magyar sajtóra is. Olaszországnak és Magyarországnak érdeke volt a Jugoszláv Királyság felbomlása, ezért segítették az usztasákat. A brušanei akciót a polgárháború kezdeteként és a horvátok belgrádi uralkodó körök elleni harcának döntő fordulópontjaként ábrázolták. Ez azonban csak egy szűk területre korlátozódó elterelés volt.
Az akciót Ante Pavelić usztasa vezér utasítására hajtották végre, vagyis az olasz fasiszta hatóságok jóváhagyásával is, amelyek menedéket és segítséget nyújtottak az usztasa emigráns szervezetnek. A likai usztasa hadművelet megkezdése előtt Olaszországban felerősödött a jugoszlávellenes propaganda, és különösen hangsúlyozták Olaszországnak Dalmáciához való jogát. Az irredenta szervezetek, a Dalmát Akció Testületeinek Szövetsége és a Hadiönkéntesek és Kék Dalmaták Egyesülete által összehívott közgyűlések is voltak.

### A kommunista támogatás
1932 novemberében a Jugoszlávia Kommunista Pártja hivatalos lapjában megjelent cikkben, a párt főtitkára Milan Gorkić bírálta a dalmáciai kommunista vezetést, mert a Velebit felkelés idején nem csatlakoztak az usztasákhoz.
A Proleter című újság, a KPJ Központi Bizottságának a lapja 1932. december 28-i számában bejelentette, hogy a Kommunista Párt „üdvözli a likai és dalmát parasztok usztasa mozgalmát, és teljes mértékben az ő oldalukon áll”. A történészek nem értenek egyet abban, hogy az „ustaški” (lázadó) kifejezést itt általános értelemben használták, vagy pedig Pavelić szervezetének kifejezett támogatására utal. (Petranović I, 186. o.) Maguk a harcoló horvát nacionalisták akkoriban nem vették magukra az „ustaša” általános nevet, hanem „frankistáknak” (Josip Frank nevéből), „horvát nacionalistáknak”, „horvát nemzeti harcosoknak”, „horvát nemzeti forradalmároknak” nevezték magukat.
A Komintern akkori álláspontja az volt, hogy Jugoszláviát, mint Versailles mesterséges teremtményét, meg kell törni. A kommunistákat, valamint a horvát és macedón nacionalistákat az hozta közelebb egymáshoz, hogy mindketten politikai forradalmárok voltak, és egyformán ki voltak téve a királyi diktatúra rezsimje heves üldözésének. Ez a börtönben is megmutatkozott az együttműködésben és a szolidaritásban, amit az 1934-ben Lepoglavában alapított Politikai Elítéltek Szövetsége (Horvát Nemzeti Forradalmárok, Macedón Nemzeti Forradalmárok és Kommunisták) bizonyít. Később ez az együttműködés megszakadt, a kommunisták és az usztasák pedig kibékíthetetlen ellenfelekké váltak. A Horvátországi Kommunista Párt már 1937-ben kiáltványában ítélte el a „frankofasiszta demagógia független horvát államról” vallott álláspontját, amely „a horvát népre rákényszerít egyik iga helyett egy másik, még rosszabb igát, Rómáét és Berlinét.”

## Fordítás
- Ez a szócikk részben vagy egészben  a   Velebit uprising című angol Wikipédia-szócikk ezen változatának fordításán alapul.  Az eredeti cikk szerkesztőit annak laptörténete sorolja fel. Ez a jelzés csupán a megfogalmazás eredetét és a szerzői jogokat jelzi, nem szolgál a cikkben szereplő információk forrásmegjelöléseként.
- Ez a szócikk részben vagy egészben  a   Lički ustanak című horvát Wikipédia-szócikk ezen változatának fordításán alapul.  Az eredeti cikk szerkesztőit annak laptörténete sorolja fel. Ez a jelzés csupán a megfogalmazás eredetét és a szerzői jogokat jelzi, nem szolgál a cikkben szereplő információk forrásmegjelöléseként.